# آهوی ارلانگر
آهوی ارلانگر (نام علمی: Gazella erlangeri) نام یک گونه از سرده آهوها است.